# Isvedel
Isvedel, Astragalus frigidus, är en växtart i familjen ärtväxter. 